# Stenocranus similis
Stenocranus similis är en insektsart som beskrevs av Crawford 1914. Stenocranus similis ingår i släktet Stenocranus och familjen sporrstritar. Inga underarter finns listade i Catalogue of Life.